# Marry

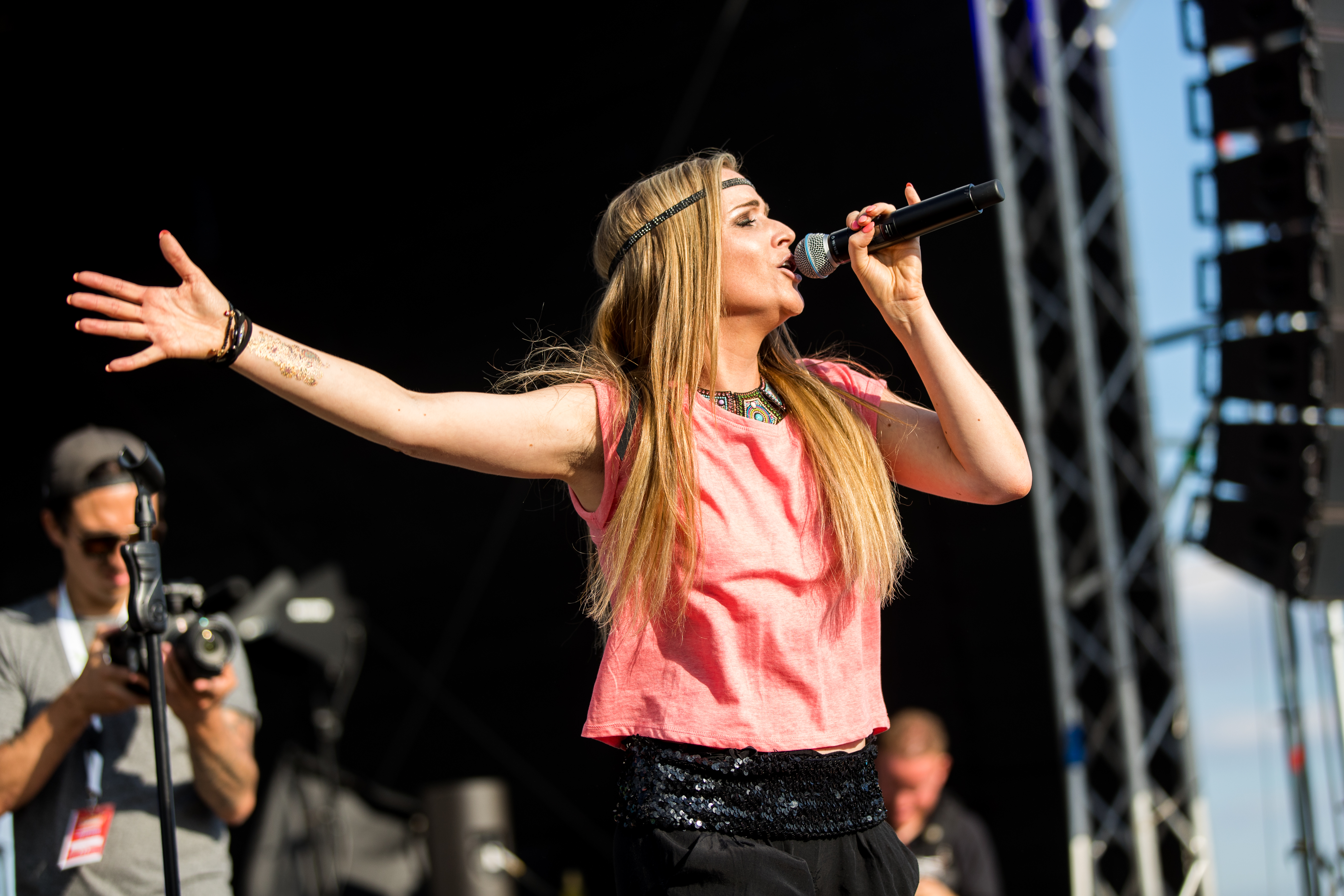
Marry in Mannheim 2016 auf dem La Ola Schlagerfestival

Marry (* 26. Mai 1981 in Neuwied als Marion Möhlich) ist eine deutsche Partyschlagersängerin.

## Leben
Die aus Großmaischeid stammende Marry absolvierte 1998 neben der Schule mehrere Praktika bei einem regionalen Fernsehsender im Westerwald. Nach dem Abschluss der höheren Handelsschule ging sie 2001 nach Köln und stieg mit einem Praktikum beim Künstlermanagement pmc GmbH in die Medienbranche ein. Eine Ausbildung zur Veranstaltungskauffrau (IHK) und Eventmanagerin (WAR) folgten auf der Abendschule.
Ihren musikalischen Durchbruch hatte sie 2005 mit der Single Ohne dich, einer Coverversion des Liedes der Münchener Freiheit. Seit 2010 ist Marry hauptberuflich als Sängerin aktiv. Sie steht bei EMI unter Vertrag.

## Diskografie
Alben
- 2014: 1000 Nächte

Singles
- 2005: Ohne Dich
- 2006: The Best
- 2010: Heut Nacht
- 2010: Tausendmal Du – mit Tobee
- 2010: Ich liebe dich
- 2011: Heut Nacht
- 2011: Sommermädchen fürs Sommermärchen
- 2011: Wir sind Sommermädchen
- 2012: Ein neues Sommermärchen
- 2012: Du bist mein Licht – mit Tobee
- 2012: Herzklopfen
- 2012: Bis in alle Ewigkeit
- 2013: Über den Wolken
- 2013: Helden der Nacht – mit Paul Janke
- 2014: 1000 Nächte
- 2014: Wir greifen nach den Sternen
- 2015: Sensationell
- 2015: P.S. Ich liebe dich
- 2015: Verdammt
- 2015: Lass dein Herz an
- 2016: Wir – feat. DJ Düse
- 2016: Ohne Dich (Reloaded)
- 2017: Geboren um zu feiern – Marry & Harris & Ford
- 2017: The Floor Is Lava
- 2018: Vorglühn Nachglühn
- 2019: Hoch die Hände Nachtgebet – Marry & Balineiro
- 2019: Lasst uns leben
- 2019: Hier in den Bergen
- 2020: Hier an der Playa
- 2020: Die Party geht weiter – Marry & Balineiro
- 2020: Lebende Legenden
- 2021: Partymarathon
- 2021: Wir feiern den Dj
- 2022: Hände nach oben – Marry, DualXess & Balineiro
- 2022: Sinkt das Niveau
- 2022: Party Mode

## Auszeichnungen
- 2010: Das deutsche Hitparadenmikro auf RTL II in der Kategorie „Bestes Duett“ (Tausendmal du, mit Tobee)
- 2015: PartyMusic Award Top-Of-The-Mountains (Best – Voice Lady)
- 2016: Ballermann-Award
- 2017: Ballermann-Award
- 2018: Ballermann-Award in der Kategorie „Live“
- 2019: Ballermann-Award in der Kategorie „Bestes Entertainment“[3]